# Беркли (тауншип)
Беркли (англ. Berkeley) — тауншип в Ошене (Нью-Джерси, США). Согласно переписи 2010 года, население составляет 41 255 человек.
Беркли был зарегистрирован в качестве тауншипа Легислатурой Нью-Джерси 31 марта 1875 года. Назван в честь Джона Беркли, одного из основателей провинции Нью-Джерси.
В январе 2022 года, во время метели в Северной Америке, в районе Бейвилл выпало 530 мм снега; это самый высокий показатель в штате.

## География
По данным Бюро переписи населения США, тауншип имеет общую площадь в 140,51 км2. Из них 110,64 км2 приходятся на сушу, а 29,87 км2 — на воду.
Беркли граничит с Барнегат-Лайтом, Бичвудом, Айленд-Хайтсом, Лейси, Манчестером, Ошеном, Пайн-Бичем, Сисайд-Хайтсом, Сисайд-Парком, Саут-Томс-Ривером и Томс-Ривером; тауншип полностью окружает Ошен-Гейт.

## Население
| Год переписи | Нас.  |  | %±     |
| --- | ----- |  | ------ |
| 1880 | 683   |  | —      |
| 1890 | 786   |  | 15,1%  |
| 1900 | 694   |  | −11,7% |
| 1910 | 597   |  | −14%   |
| 1920 | 576   |  | −3,5%  |
| 1930 | 811   |  | 40,8%  |
| 1940 | 1127  |  | 39%    |
| 1950 | 1550  |  | 37,5%  |
| 1960 | 4272  |  | 175,6% |
| 1970 | 7918  |  | 85,3%  |
| 1980 | 23151 |  | 192,4% |
| 1990 | 37319 |  | 61,2%  |
| 2000 | 39991 |  | 7,2%   |
| 2010 | 41255 |  | 3,2%   |
| 1880–2010 — перепись населения. Источники: 1880-2000 1880-1920 1880-1890 1890-1910 1910-1930 1930-1990 2000 2010 |       |  |        |

## Дороги и магистрали
По состоянию на май 2010 года в Беркли было в общей сложности 428,12 км дорог.